# Edward Elgar
Sir Edward Elgar (/ˈɛlɡɑr/; Lower Broadheath, Worcestershire, 2 de juny 1857 − Worcester, 23 de febrer 1934) fou un compositor anglès. La seva principal obra orquestral, Variacions Enigma, va ser rebuda amb entusiasme. També va compondre oratoris, música de cambra, simfonies i obres concertants. Entre les seves composicions van aconseguir una gran popularitat les Marxes de Pompa i Circumstància d'entre les quals, la núm. 1 conté en el seu trio la melodia que es canta amb els versos Land of Hope and Glory (Terra d'Esperança i Glòria). És tradició la seva interpretació en la darrera nit de The Proms. També va compondre concerts per a violí i violoncel, dues simfonies, obres corals, música de cambra i cançons. Va rebre el títol de "Mestre de música de Sa majestat Britànica" l'any 1924.

Encara que Elgar és considerat sovint com un compositor típicament anglès, la majoria de les seves influències musicals no eren d'Anglaterra sinó de l'Europa continental. Se sentia un foraster, no només musicalment, sinó socialment. En cercles musicals dominats pels acadèmics, va ser un compositor autodidacte; a la Gran Bretanya protestant, el seu catolicisme romà era considerat amb recel en alguns sectors; i a la societat conscient de classe de la Gran Bretanya victoriana i eduardiana, era molt sensible als seus orígens humils fins i tot després d'aconseguir el reconeixement. No obstant això, es va casar amb la filla d'un oficial superior de l'exèrcit britànic. Ella el va inspirar tant musicalment com socialment, però va lluitar per aconseguir l'èxit fins als quaranta anys, quan després d'una sèrie d'obres amb un èxit moderat, les seves Variacions Enigma (1899) es van fer populars immediatament a la Gran Bretanya i a l'estranger. Va seguir les Variacions amb una obra coral, The Dream of Gerontius (1900), basada en un text catòlic romà que va causar certa inquietud a l'establishment anglicà a la Gran Bretanya, però es va convertir i ha continuat sent una obra bàsica del repertori a la Gran Bretanya i altres llocs. Les seves posteriors obres corals religioses de llarga durada van tenir una bona acollida, però no han entrat al repertori habitual.
A la seva cinquantena, Elgar va compondre una simfonia i un concert per a violí que van tenir un èxit immens. La seva segona simfonia i el seu concert per a violoncel no van aconseguir una popularitat immediata i van trigar molts anys a guanyar un lloc regular al repertori de concerts de les orquestres britàniques. La música d'Elgar, en els seus últims anys, va ser vista com a atractiva principalment per al públic britànic. La seva reputació va romandre baixa durant una generació després de la seva mort. Va començar a revifar significativament a la dècada de 1960, ajudat per noves gravacions de les seves obres. Algunes de les seves obres han tornat a ser interpretades internacionalment en anys recents, però la música continua sonant més a la Gran Bretanya que en altres llocs.
Elgar ha estat descrit com el primer compositor que es va prendre seriosament el gramòfon. Entre 1914 i 1925, va realitzar una sèrie d'enregistraments acústics de les seves obres. La introducció del micròfon de bobina mòbil el 1923 va fer possible una reproducció del so molt més precisa, i Elgar va fer nous enregistraments de la majoria de les seves principals obres orquestrals i fragments de El somni de Gerontius.

## Biografia

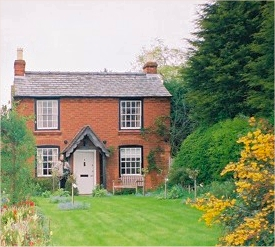
Lloc de naixement d'Elgar, The Firs, Lower Broadheath, Worcestershire

### Primers anys
Edward Elgar va néixer al petit poble de Lower Broadheath, prop de Worcester, Anglaterra, el 2 de juny de 1857. El seu pare, William Henry Elgar (1821–1906), es va criar a Dover i havia estat aprenent d'un editor musical de Londres. El 1841 William es va traslladar a Worcester, on va treballar com a afinador de pianos i va muntar una botiga de venda de partitures i instruments musicals. El 1848 es va casar amb Ann Greening (1822–1902), filla d'un treballador agrícola.
Edward era el quart dels seus set fills. Ann Elgar s'havia convertit al catolicisme romà poc abans del naixement d'Edward, i va ser batejat i criat com a catòlic romà, amb la desaprovació del seu pare. William Elgar va ser un violinista de nivell professional i va ocupar el càrrec d'organista de l'Església Catòlica Romana de St George, Worcester, de 1846 a 1885. Per la seva instigació, les misses de Cherubini i Hummel van ser escoltades per primera vegada al Three Choirs Festival per l'orquestra en què tocava el violí.
Tots els fills d'Elgar van rebre una educació musical. A vuit anys, Elgar estava prenent classes de piano i violí, i el seu pare, que afinava els pianos a moltes grans cases de Worcestershire, de vegades el portava amb ell, donant-li l'oportunitat de mostrar la seva habilitat a importants figures locals.

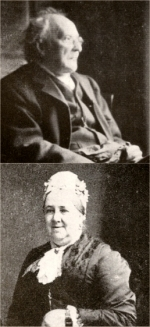
Els pares d'Elgar, William i Ann Elgar

La mare d'Elgar estava interessada per les arts i va fomentar el seu desenvolupament musical. D'ella va heretar un gust perspicaç per la literatura i un amor apassionat pel camp. El seu amic i biògraf WH "Billy" Reed va escriure que els primers entorns d'Elgar van tenir una influència que "va impregnar tota la seva obra i va donar a tota la seva vida aquella qualitat anglesa subtil però no per això autèntica i sòlida". Va començar a compondre de ben petit; per a una obra escrita i interpretada pels fills d'Elgar quan tenia uns deu anys, va escriure música que quaranta anys més tard va reordenar amb canvis menors i va orquestrar com les suites titulades The Wand of Youth.
Fins als quinze anys, Elgar va rebre una educació general a la Littleton (ara Lyttleton) House School, prop de Worcester. La seva única formació musical formal més enllà de les lliçons de piano i violí de professors locals va consistir en estudis de violí més avançats amb Adolf Pollitzer, durant breus visites a Londres el 1877–1878. Elgar va dir: "La meva primera música la vaig aprendre a la Catedral... de llibres agafats en préstec a la biblioteca de música, quan tenia vuit, nou o deu anys." Va treballar a través de manuals d'instrucció sobre interpretació d'orgue i va llegir tots els llibres que va poder trobar sobre teoria musical. Més tard va dir que el que l'havien ajudat més eren els articles d'Hubert Parry al Grove Dictionary of Music and Musicians.
Elgar va començar a aprendre alemany, amb l'esperança d'anar al Conservatori de Leipzig per seguir estudis musicals, però el seu pare no es podia permetre el luxe d'enviar-lo. Anys més tard, un perfil de The Musical Times va considerar que el seu fracàs per arribar a Leipzig va ser una sort per al desenvolupament musical d'Elgar: "Així, el jove compositor va escapar del dogmatisme de les escoles". No obstant això, va ser una decepció per a Elgar que en sortir de l'escola el 1872 no va anar a Leipzig sinó a l'oficina d'un advocat local com a oficinista. No li va semblar agradable una carrera d'oficina, i per a la seva realització no només es va dirigir a la música sinó a la literatura, convertint-se en un lector voraç. Per aquesta època, va fer les seves primeres aparicions públiques com a violinista i organista.
Després d'uns mesos, Elgar va deixar el despatx d'advocats per iniciar una carrera musical, donant lliçons de piano i violí i treballant de tant en tant a la botiga del seu pare. Va ser un membre actiu del Worcester Glee club, juntament amb el seu pare, i va acompanyar cantants, tocava el violí, va compondre i arreglar obres i va dirigir per primera vegada. Pollitzer creia que, com a violinista, Elgar tenia el potencial de ser un dels principals solistes del país, però el mateix Elgar, després d'haver escoltat els principals virtuosos als concerts de Londres, va sentir que el seu propi violí no tenia un to prou complet, i va abandonar les seves ambicions de ser solista. A vint-i-dos anys, va ocupar el càrrec de director de la banda d'assistents al Worcester and County Lunatic Asylum a Powick, a 5 km de Worcester. La banda estava formada per: flautí, flauta, clarinet, dues cornetes, eufoni, tres o quatre primers i un nombre similar de segons violins, ocasionalment viola, violoncel, contrabaix i piano. Elgar va entrenar els intèrprets i va escriure i organitzar la seva música, incloent-hi quadrilles i polques, per a la combinació inusual d'instruments. The Musical Times va escriure: "Aquesta experiència pràctica va demostrar ser de gran valor per al jove músic... Va adquirir un coneixement pràctic de les capacitats d'aquests diferents instruments... D'aquesta manera va conèixer íntimament el color del to, els detalls d'aquests i molts altres instruments." Va ocupar el càrrec durant cinc anys, a partir de 1879, viatjant a Powick un cop per setmana. Un altre càrrec que va ocupar en els seus primers dies va ser professor de violí al Worcester College for the Blind Sons of Gentlemen.
Encara que per naturalesa més aviat solitari i introspectiu, Elgar va prosperar als cercles musicals de Worcester. Va tocar en els violins als festivals de Worcester i Birmingham, i una gran experiència va ser tocar la Simfonia núm. 6 i l'Stabat Mater de Dvořák sota la batuta del compositor. Elgar tocava regularment el fagot en un quintet de vent, al costat del seu germà Frank, un oboista (i director que dirigia la seva pròpia banda de vent). Elgar va arranjar nombroses peces de Mozart, Beethoven, Haydn i d'altres per al quintet, perfeccionant les seves habilitats d'arranjament i composició.

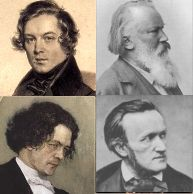
Schumann i Brahms, a dalt, Rubinstein i Wagner, a baix, la música dels quals va inspirar Elgar a Leipzig

En els seus primers viatges a l'estranger, Elgar va visitar París el 1880 i Leipzig el 1882. Va sentir Saint-Saëns tocar l'orgue a la Madeleine i va assistir a concerts d'orquestres de primer nivell. El 1882 va escriure: "Em vaig dosificar força bé amb Schumann (el meu ideal!), Brahms, Rubinstein i Wagner, així que no tenia motius per queixar-me". A Leipzig va visitar una amiga, Helen Weaver, que era estudiant al Conservatori. Es van comprometre l'estiu de 1883, però per raons desconegudes el compromís es va trencar l'any següent. Elgar es va sentir molt angoixat, i algunes de les seves posteriors dedicatòries enigmàtiques de música romàntica podrien haver al·ludit a Helen i els seus sentiments per ella. Al llarg de la seva vida, Elgar es va inspirar sovint en dones amigues properes; Helen Weaver va ser succeïda per Mary Lygon, Dora Penny, Julia Worthington, Alice Stuart Wortley i finalment Vera Hockman, que va animar la seva vellesa.
El 1882, buscant més experiència orquestral professional, Elgar va entrar com a violinista a Birmingham a l'Orquestra de William Stockley, per a qui va tocar tots els concerts durant els següents set anys i on més tard va dir que "va aprendre tota la música que sé". El 13 de desembre de 1883 va participar amb Stockley en una actuació a l'Ajuntament de Birmingham d'una de les seves primeres obres per a orquestra completa, la Sérénade mauresque, la primera vegada que una de les seves composicions havia estat interpretada per una orquestra professional. Stockley l'havia convidat a dirigir la peça, però després va recordar que "va declinar i, a més, va insistir a tocar al seu lloc a l'orquestra. La conseqüència va ser que va haver de comparèixer, violí en mà, per reconèixer els aplaudiments genuïns i sincers de l'audiència." Elgar va anar sovint a Londres per intentar publicar les seves obres, però aquest període de la seva vida el va trobar sovint desanimat i amb pocs diners. Va escriure a un amic l'abril de 1884: "Les meves perspectives són tan desesperades com sempre ... No em falta energia, crec, així que de vegades concloem que em falta habilitat ... No tinc diners, ni un cèntim."

### Matrimoni

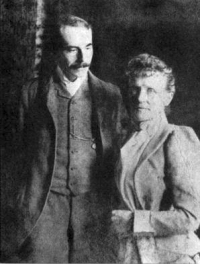
Edward i Alice Elgar, c. 1891

Quan Elgar tenia 29 anys, va agafar una nova alumna, Caroline Alice Roberts, coneguda com Alice, filla del difunt major general Sir Henry Roberts, i autora de publicacions de ficció en vers i en prosa. Vuit anys més gran que Elgar, l'Alice es va convertir en la seva dona tres anys després. El biògraf d'Elgar, Michael Kennedy, escriu: "La família d'Alice estava horroritzada per la seva intenció de casar-se amb un músic desconegut que treballava en una botiga i era catòlic. Va ser desheretada". Es van casar el 8 de maig de 1889 a Brompton Oratory. Des d'aleshores fins a la seva mort, va actuar com la seva directora empresarial i secretària social, va fer front als seus canvis d'humor i va ser una crítica musical perspicaç. Va fer tot el possible per guanyar-li l'atenció de la societat influent, encara que amb un èxit limitat. Amb el temps, aprendria a acceptar els honors que se li van donar, adonant-se que li importaven més a ella i a la seva classe social i reconeixent allò que ella havia renunciat per continuar la seva carrera. Al seu diari, va escriure: "tenir cura d'un geni ja és prou tasca per a qualsevol dona". Com a regal de compromís, Elgar li va dedicar la seva breu peça per a violí i piano Salut d'Amour. Amb l'encoratjament d'Alice, els Elgar es van traslladar a Londres per estar més a prop del centre de la vida musical britànica, i Elgar va començar a dedicar-se a la composició. La seva única filla, Carice Irene, va néixer a casa seva a West Kensington el 14 d'agost de 1890. El seu nom, revelat a la dedicatòria d'Elgar de Salut d'Amour, era una contracció dels noms de la seva mare Caroline i Alice.
Elgar va aprofitar al màxim l'ocasió per escoltar música desconeguda. En els dies anteriors a la disponibilitat de partitures i enregistraments en miniatura, no era fàcil per als compositors joves conèixer nova música. Elgar va aprofitar totes les oportunitats per fer-ho als Concerts del Crystal Palace. Ell i Alice assistien dia rere dia, escoltant música d'una àmplia gamma de compositors. Entre aquests hi havia mestres d'⁣orquestració dels quals va aprendre molt, com Berlioz i Richard Wagner. Les seves pròpies composicions van tenir poc impacte en l'escena musical de Londres. August Manns va dirigir la versió orquestral d'Elgar de Salut d'amour i la Suite en Re al Crystal Palace, i dos editors van acceptar algunes de les peces de violí, voluntaries d'orgue i parts songs d'Elgar. Algunes oportunitats temptadores semblaven estar a l'abast, però van desaparèixer inesperadament. Per exemple, una oferta de la Royal Opera House, Covent Garden, per repassar algunes de les seves obres va ser retirada a l'últim segon quan Sir Arthur Sullivan va arribar sense previ avís per assajar part de la seva pròpia música. Sullivan es va horroritzar quan Elgar li va explicar més tard el que havia passat. L'únic encàrrec important d'Elgar mentre estava a Londres va venir de la seva ciutat natal: el Comitè del Festival de Worcester el va convidar a compondre una breu obra orquestral per al Festival de Tres Cors de 1890. El resultat és descrit per Diana McVeagh al Grove Dictionary of Music and Musicians, com "la seva primera obra important, el assegurat i desinhibit Froissart". Elgar va dirigir la primera actuació a Worcester el setembre de 1890. A falta d'altres treballs, es va veure obligat a deixar Londres el 1891 i tornar amb la seva dona i el seu fill a Worcestershire, on es podia guanyar la vida dirigint grups musicals locals i ensenyant. Es van establir a l'antiga ciutat natal d'Alice, Great Malvern.

### Reputació creixent
Durant la dècada de 1890, Elgar va anar guanyant una reputació com a compositor, principalment d'obres per als grans festivals corals de les Midlands angleses. The Black Knight (1892) i King Olaf (1896), tots dos inspirats per Longfellow, The Light of Life (1896) i Caractacus (1898) van tenir un èxit modest, i va obtenir un editor de llarga durada a Novello and Co. Altres obres d'aquesta dècada inclouen la Serenade for Strings (1892) i Three Bavarian Dances (1897). Elgar era prou rellevant en l'àmbit local per a recomanar el jove compositor Samuel Coleridge-Taylor al Three Choirs Festival per a una peça de concert, que va ajudar a establir la carrera del jove. Elgar estava cridant l'atenció de destacats crítics, però les seves crítiques eren més educades que entusiastes. Tot i que era molt sol·licitat com a compositor per a festivals, només aconseguia sobreviure econòmicament i es sentia poc valorat. El 1898, va dir que estava "molt malalt de cor pel que fa a la música" i esperava trobar la manera de tenir èxit amb una obra més gran. El seu amic August Jaeger va intentar aixecar-li l'ànim: "Un atac de tristor d'un dia... no farà desaparèixer el teu desig, la teva necessitat, que és exercir aquelles facultats creatives que una providència amable t'ha donat. El teu moment de reconeixement universal arribarà."

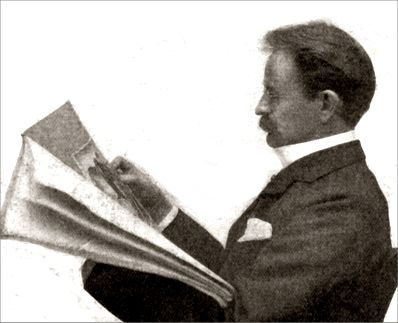
August Jaeger, editor i amic d'Elgar, i "Nimrod" de les Variacions Enigma

El 1899, aquella predicció es va fer realitat de sobte. Amb quaranta-dos anys, Elgar va produir les Enigma Variations, que es van estrenar a Londres sota la batuta de l'eminent director alemany Hans Richter. En paraules del mateix Elgar, "he esbossat un conjunt de Variacions sobre un tema original. Les Variacions m'han entretingut perquè les he etiquetat amb els sobrenoms dels meus amics particulars ... és a dir, he escrit les variacions, cadascuna per representar l'estat d'ànim de la "festa" (la persona) ... i he escrit el que crec que haurien escrit - si fossin prou bons per compondre". Va dedicar l'obra "Als meus amics representats dins". Probablement, la variació més coneguda és "Nimrod", que representa a Jaeger. Consideracions purament musicals van portar a Elgar a ometre variacions que representaven Arthur Sullivan i Hubert Parry, els estils dels quals va intentar però no va poder incorporar a les variacions. L'obra a gran escala va ser rebuda amb elogis generals per la seva originalitat, encant i artesania, i va establir a Elgar com el compositor britànic preeminent de la seva generació.
L'obra es titula formalment Variations on an Original Theme; la paraula "Enigma" apareix sobre els sis primers compassos de la música, la qual cosa va donar lloc a la versió familiar del títol. L'enigma és que, tot i que hi ha catorze variacions sobre el "tema original", hi ha un altre tema general, mai identificat per Elgar, que va dir que "es desplega i sobrevola tot el conjunt" però que mai s'escolta. Els comentaristes posteriors han observat que encara que Elgar és avui considerat com un compositor típicament anglès, la seva música orquestral i aquesta obra en particular comparteixen molt amb la tradició centreeuropea tipificada en aquell moment per l'obra de Richard Strauss. Les Variacions Enigma van ser ben rebudes a Alemanya i Itàlia, i segueixen sent fins als nostres dies un element bàsic de concerts a tot el món.

### Fama nacional i internacional

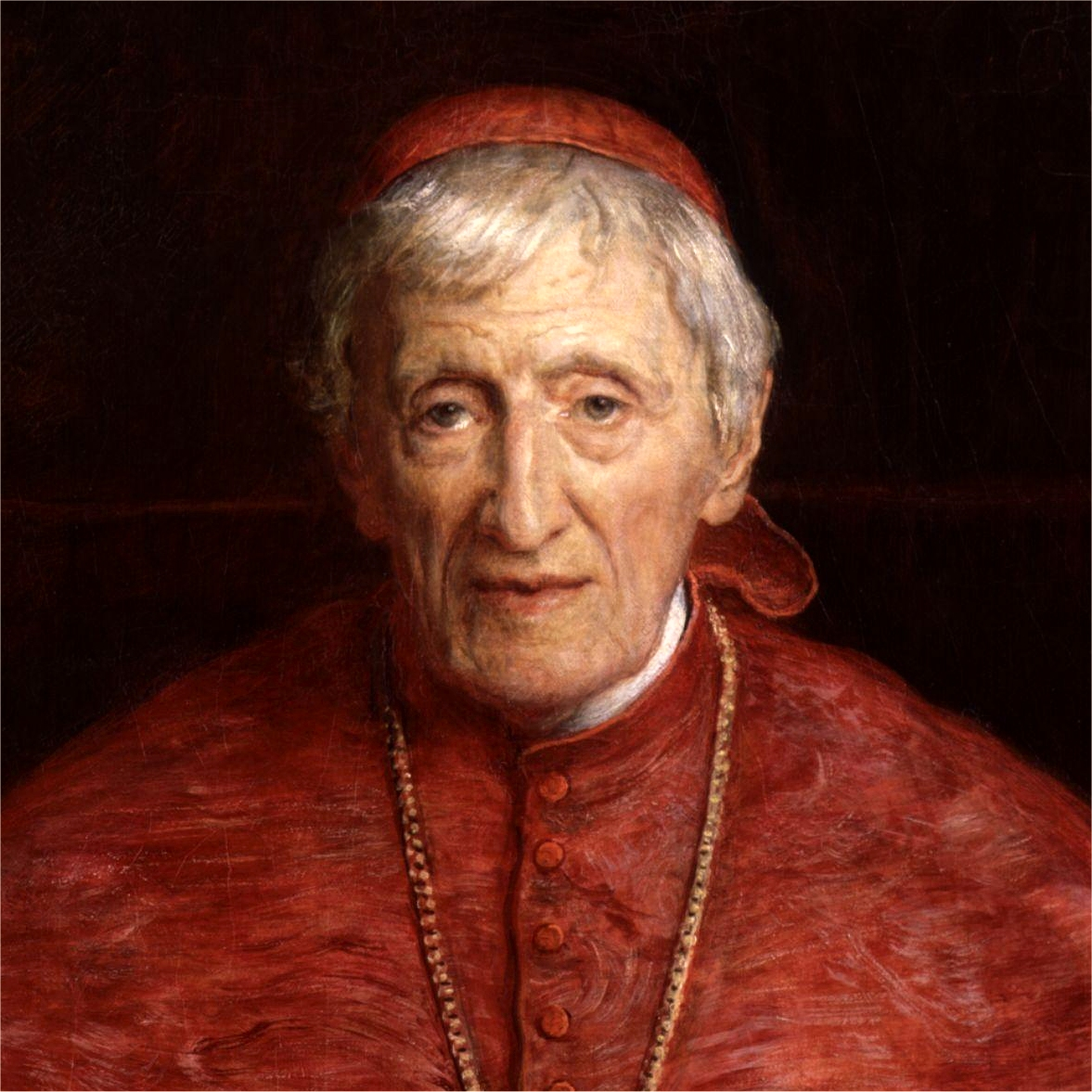
Cardinal Newman, autor del text de El somni de Gerontius

El biògraf d'Elgar, Basil Maine, va comentar: "Quan Sir Arthur Sullivan va morir l'any 1900 es va fer evident per a molts que Elgar, tot i que era un compositor d'una altra construcció, era el seu veritable successor com a primer músic de la terra". La següent obra important d'Elgar s'esperava amb impaciència. Per al FBirmingham Triennial Music Festival de 1900, va muntar el poema del cardenal John Henry Newman The Dream of Gerontius per a solistes, cor i orquestra. Richter va dirigir l'estrena, que es va veure malmesa per un cor mal preparat, que cantava malament. La crítica va reconèixer el domini de la peça malgrat els defectes d'interpretació. Es va representar a Düsseldorf, Alemanya, el 1901 i de nou el 1902, dirigida per Julius Buths, que també va dirigir l'estrena europea de les Variacions Enigma el 1901. La premsa alemanya es va mostrar entusiasmada. La Gaceta de Colònia deia: "En ambdues parts ens trobem amb belleses de valor imperible... Elgar es troba a les espatlles de Berlioz, Wagner i Liszt, de les influències dels quals s'ha alliberat fins a convertir-se en una individualitat important. És un dels líders de l'art musical dels temps moderns." El Düsseldorfer Volksblatt va escriure: "Una primera actuació memorable i que va fer època! Des dels temps de Liszt no s'ha produït res a la manera d'oratori... que assoleixi la grandesa i la importància d'aquesta cantata sagrada." Richard Strauss, aleshores considerat àmpliament com el principal compositor de la seva època, va quedar tan impressionat que en presència d'Elgar va proposar un brindis per l'èxit de "el primer músic progressista anglès, Meister Elgar". Van seguir actuacions a Viena, París i Nova York, i The Dream of Gerontius aviat va ser igualment admirat a la Gran Bretanya. Segons Kennedy, "és sens dubte la millor obra britànica en forma d'oratori... [va obrir un nou capítol en la tradició coral anglesa i la va alliberar de la seva preocupació handeliana." Elgar, com a catòlic romà, es va emocionar molt pel poema de Newman sobre la mort i la redempció d'un pecador, però alguns membres influents de l'establishment anglicà no hi estaven d'acord. El seu col·lega, Charles Villiers Stanford, es va queixar que l'obra "fa pudor d'encens". El degà de Gloucester va prohibir Gerontius a la seva catedral el 1901, i a Worcester l'any següent, el degà va insistir en les expulsions abans de permetre una actuació.

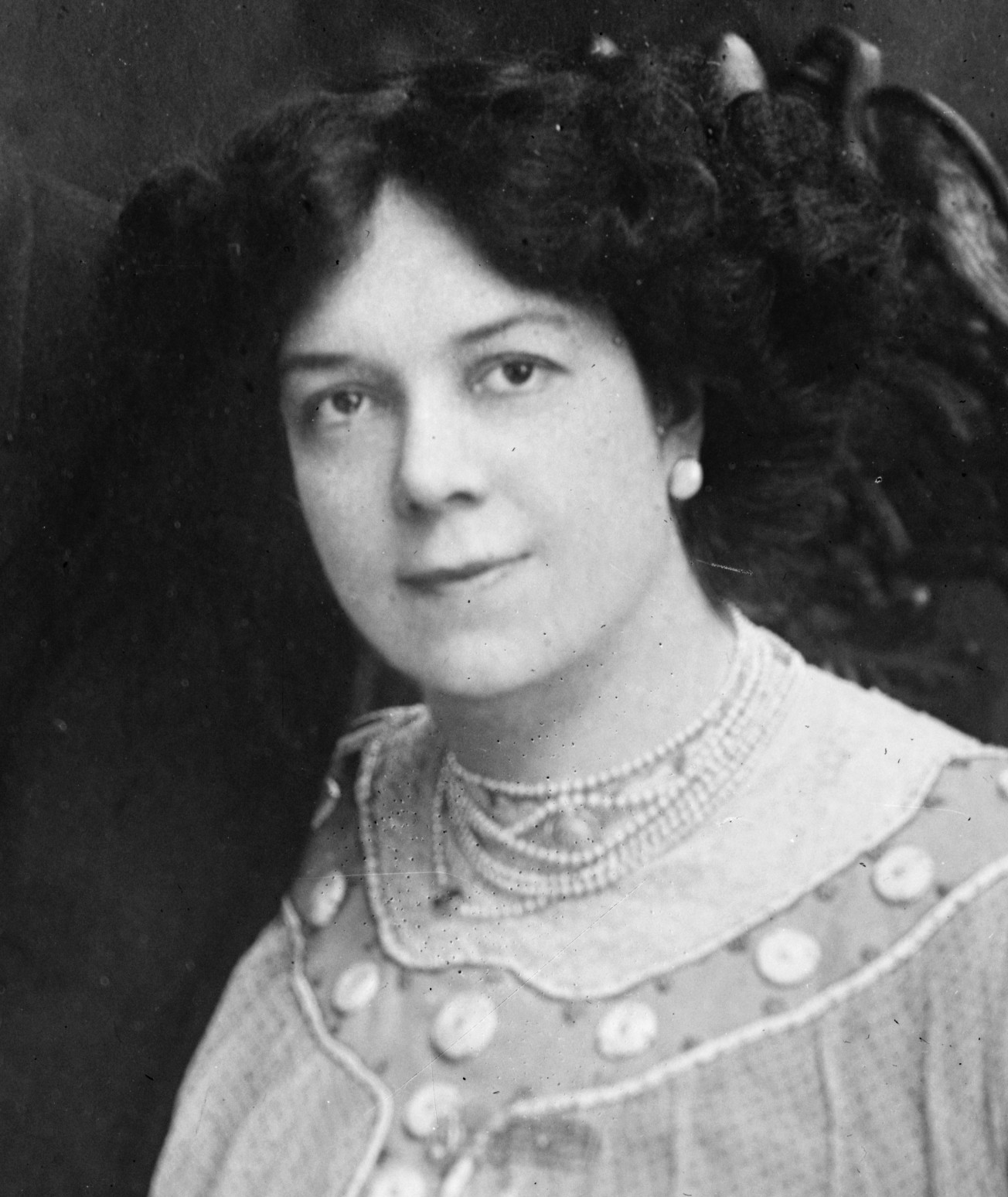
Clara Butt, primera cantant de "Land of Hope and Glory" d'Elgar

Elgar és probablement més conegut per la primera de les cinc Marxes de la Pompa i les circumstàncies, que van ser compostes entre 1901 i 1930. És familiar per a milions d'espectadors de televisió d'arreu del món cada any que veuen l'Última nit dels Proms, on es representa tradicionalment. Quan li va venir al cap el tema de la secció mitjana més lenta (anomenada tècnicament el "trio") de la primera marxa, li va dir a la seva amiga Dora Penny: "Tinc una melodia que els tocarà -els destrossarà". Quan la primera marxa es va tocar l'any 1901 en un concert del London Promenade, va ser dirigida per Henry Wood, qui més tard va escriure que el públic "es va aixecar i va cridar"... l'única vegada en la història dels concerts del Promenade en què un element orquestral va rebre un doble bis." Per marcar la coronació d'Eduard VII, Elgar va rebre l'encàrrec de muntar l'Oda de la Coronació d' AC Benson per a un Concert de gala a la Royal Opera House el 30 de juny de 1902. Es va confirmar l'aprovació del rei i Elgar hi va començar a treballar. La contralt Clara Butt l'havia persuadit que el trio de la primera marxa Pompa i circumstància podia tenir paraules encaixades, i Elgar va convidar Benson a fer-ho. Elgar va incorporar la nova versió vocal a l'Oda. Els editors de la partitura van reconèixer el potencial de la peça vocal, Land of Hope and Glory, i van demanar a Benson i Elgar que fessin una nova revisió per publicar-la com a cançó separada. Va ser immensament popular i ara es considera un himne nacional britànic no oficial. Als Estats Units, el trio, conegut simplement com a "Pomp and Circumstance" o "The Graduation March", ha estat adoptat des de 1905 per a pràcticament totes les graduacions de secundària i universitàries.
El març de 1904 es va presentar un festival de tres dies d'obres d'Elgar a Covent Garden, un honor mai donat fins aleshores a cap compositor anglès. The Times va comentar: "Fa quatre o cinc anys, si algú hagués predit que l'Òpera estaria plena de terra a sostre per a la interpretació d'un oratori d'un compositor anglès, probablement s'hauria suposat que hauria estat fora de la seva ment." El rei i la reina van assistir al primer concert, en el qual Richter va dirigir The Dream of Gerontius, i van tornar l'endemà al vespre per a la segona, l'estrena a Londres de The Apostles (escoltada per primera vegada l'any anterior al Festival de Birmingham). El concert final del festival, dirigit per Elgar, va ser principalment orquestral, a part d'un fragment de Caractacus i el Sea Pictures complet (cantat per Clara Butt). Els elements orquestrals van ser Froissart, les Enigma Variations, Cockaigne, les dues primeres (aleshores les dues úniques) marxes Pomp and Circumstance, i l'estrena d'una nova obra orquestral, In the South, inspirada en unes vacances a Itàlia.

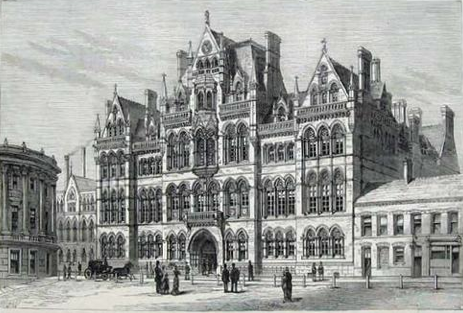
Universitat de Birmingham com era quan Elgar era professor de música Peyton

Elgar va ser nomenat cavaller al Palau de Buckingham el 5 de juliol de 1904. El mes següent, ell i la seva família es van traslladar a Plâs Gwyn, una gran casa als afores de Hereford, amb vista al riu Wye, on van viure fins a 1911. Va fer quatre visites als Estats Units, inclosa una gira de direcció, i va guanyar honoraris considerables per la interpretació de la seva música. Entre 1905 i 1908, va ocupar el càrrec de professor Peyton de música a la Universitat de Birmingham. Havia acceptat el càrrec a contracor, sentint que un compositor no havia de dirigir una escola de música. No estava a gust en el paper, i les seves conferències van causar polèmica, amb els seus atacs a la crítica i a la música anglesa en general: "La vulgaritat amb el pas del temps pot ser refinada. Sovint, la vulgaritat va acompanyat de la inventiva... però la ment comuna mai podrà ser res més que comuna. Un anglès et portarà a una gran sala, bellament proporcionada, i t'assenyalarà que és blanca, completament blanca, i algú dirà: 'Quin gust exquisit'. Tu saps en la teva pròpia ment, en la teva ànima, que no és gust en absolut, que és la manca de gust, que és una simple evasió. La música anglesa és blanca, i ho evita tot." Va lamentar la polèmica i es va alegrar de lliurar el càrrec al seu amic Granville Bantock el 1908. La seva nova vida com a celebritat va ser una benedicció mixta per a l'Elgar molt encadenat, ja que va interrompre la seva privadesa, i sovint estava malalt. El 1903 es va queixar a Jaeger: "La meva vida és una renúncia contínua a les petites coses que estimo". Tant WS Gilbert com Thomas Hardy van intentar col·laborar amb Elgar en aquesta dècada. Elgar es va negar, però hauria col·laborat amb Bernard Shaw si Shaw hagués estat disposat.
Elgar va fer tres visites als EUA entre 1905 i 1911. La primera va ser per dirigir la seva música i acceptar un doctorat a la Universitat Yale. La seva composició principal el 1905 va ser Introduction and Allegro for Strings, dedicada a Samuel Sanford. Va tenir una bona acollida però no va captar la imaginació del públic com havia fet i continuava fent <i id="mwAfU">The Dream of Gerontius</i>. Entre els aficionats elgarians, però, de vegades es preferia The Kingdom a l'obra anterior: l'amic d'Elgar, Frank Schuster, va dir al jove Adrian Boult⁣: "en comparació amb The Kingdom, Gerontius és l'obra d'un principiant".
Quan Elgar s'acostava als cinquanta anys, va començar a treballar en la seva primera simfonia, un projecte que havia estat en la seva ment de diverses formes durant gairebé deu anys. La seva Primera Simfonia (1908) va ser un triomf nacional i internacional. Poques setmanes després de l'estrena es va representar a Nova York amb Walter Damrosch, Viena amb Ferdinand Löwe, Sant Petersburg amb Alexander Siloti i Leipzig amb Arthur Nikisch. Hi va haver actuacions a Roma, Chicago, Boston, Toronto i quinze pobles i ciutats britàniques. En poc més d'un any va rebre un centenar d'actuacions a la Gran Bretanya, Amèrica i Europa continental.

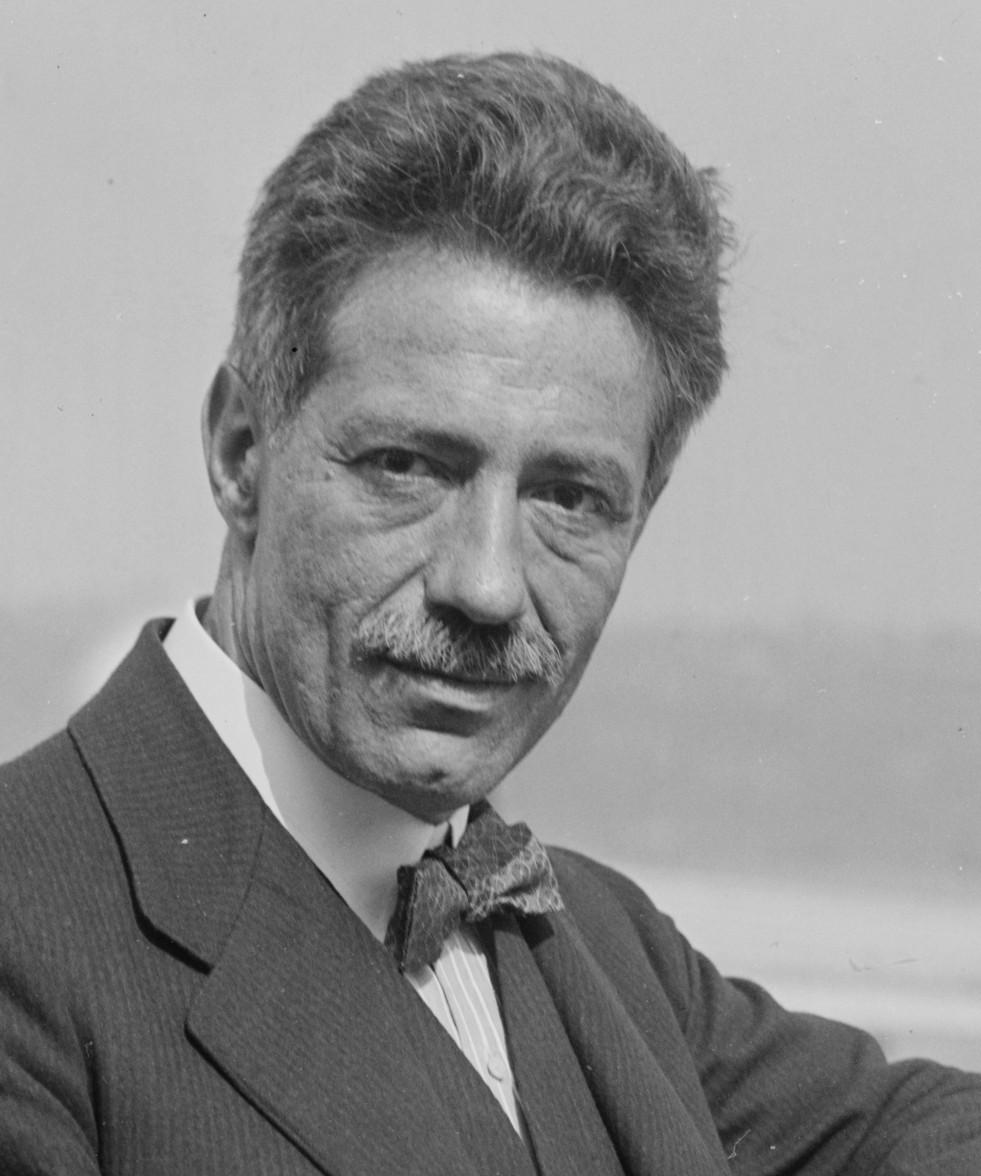
Fritz Kreisler, dedicatari del Concert per a violí d'Elgar

El Concert per a violí (1910) va ser encarregat per Fritz Kreisler, un dels principals violinistes internacionals de l'època. Elgar el va escriure durant l'estiu de 1910, amb l'ajuda ocasional de WH Reed, el líder de l'Orquestra Simfònica de Londres (LSO), que va ajudar el compositor amb consells sobre aspectes tècnics. Elgar i Reed van formar una ferma amistat, que va durar la resta de la vida d'Elgar. La biografia de Reed, Elgar As I Knew Him (1936), registra molts detalls dels mètodes de composició d'Elgar. L'obra va ser presentada per la Royal Philharmonic Society, amb Kreisler i la LSO, dirigida pel compositor. Reed va recordar que "El concert va ser un triomf complet, l'esdeveniment, brillant i inoblidable". L'impacte del concert va ser tan gran que el rival de Kreisler, Eugène Ysaÿe, va passar molt de temps amb Elgar repassant l'obra. Hi va haver una gran decepció quan les dificultats contractuals van impedir que Ysaÿe toqués a Londres.
El Concert per a violí va ser l'últim triomf popular d'Elgar. L'any següent va presentar la seva Segona Simfonia a Londres, però va quedar decebut per la seva recepció. A diferència de la Primera Simfonia, no acaba en un esclat d'esplendor orquestral, sinó de manera silenciosa i contemplativa. Reed, que va tocar al debut, va escriure posteriorment que Elgar va ser cridat al plató diverses vegades per reconèixer els aplaudiments, "però va perdre aquell toc inconfusible percebut quan una audiència, fins i tot una audiència anglesa, està completament entusiasmada o excitada, com va ser després del Concert per a violí o la Primera Simfonia". Elgar va preguntar a Reed: "Què els passa, Billy? S'asseuen allà com un munt de porcs de peluix". L'obra va ser, segons els estàndards normals, un èxit, amb vint-i-set representacions tres anys després de la seva estrena, però no va aconseguir el furor internacional de la Primera Simfonia.

### Últimes obres importants

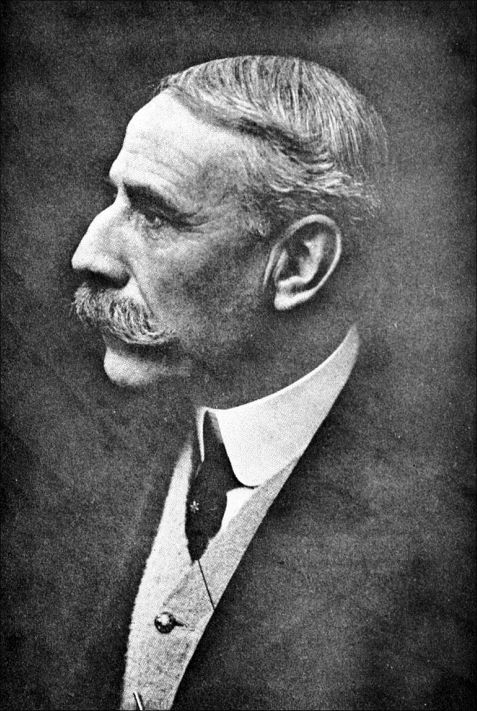
Elgar amb uns 60 anys

El juny de 1911, com a part de les celebracions al voltant de la coronació del rei Jordi V, Elgar va ser nomenat membre de l'⁣Ordre del Mèrit, un honor limitat a vint-i-quatre titulars des de sempre L'any següent, els Elgar es van traslladar de nou a Londres, a una gran casa als jardins de Netherhall, Hampstead, dissenyada per Norman Shaw. Allà Elgar va compondre les seves dues últimes obres a gran escala de l'època anterior a la guerra, l'oda coral The Music Makers (per al Festival de Birmingham, 1912) i l'estudi simfònic Falstaff (per al Festival de Leeds, 1913). Tots dos van ser rebuts amb educació però sense entusiasme. Fins i tot el dedicat de Falstaff, el director d'orquestra Landon Ronald, va confessar en privat que no podia "comprendre la peça", mentre que l'estudiós musical Percy Scholes va escriure sobre Falstaff que era una "gran obra", però "pel que fa a l'apreciació pública, un fracàs".
Quan va esclatar la Primera Guerra Mundial, Elgar es va horroritzar davant la perspectiva de la carnisseria, però, no obstant això, els seus sentiments patriòtics es van despertar. Va compondre A Song for Soldiers, que després va retirar. Es va apuntar com a agent de policia especial a la policia local i més tard es va unir a la Reserva de Voluntaris de Hampstead de l'exèrcit. Va compondre obres patriòtiques, Carillon, una recitació per a orador i orquestra en honor a Bèlgica, i Poland, una peça orquestral en honor a Polònia. Land of Hope and Glory, ja popular, se'n va fer encara més, i Elgar va desitjar en va que es cantés amb una lletra nova, amb un to menys nacionalista.

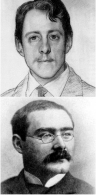
Laurence Binyon (a dalt) i Rudyard Kipling, els versos dels quals Elgar va ambientar durant la Primera Guerra Mundial

Les altres composicions d'Elgar durant la guerra incloïen música incidental per a una obra de teatre infantil, The Starlight Express (1915); un ballet, The Sanguine Fan (1917); i The Spirit of England (1915–1917, amb poemes de Laurence Binyon), tres composicions corals de caràcter molt diferents del patriotisme romàntic dels seus primers anys. La seva darrera composició a gran escala dels anys de guerra va ser The Fringes of the Fleet, sobre versos de Rudyard Kipling, representats amb gran èxit popular arreu del país, fins que Kipling per raons inexplicables es va oposar a la seva actuació als teatres. Elgar va realitzar una gravació de l'obra per a la Gramophone Company.
Cap al final de la guerra, Elgar tenia una salut precària. La seva dona va pensar que el millor era traslladar-se al camp, i va llogar "Brinkwells", una casa prop de Fittleworth a Sussex, al pintor Rex Vicat Cole. Allà Elgar va recuperar forces i, els anys 1918 i 1919, va produir quatre obres de gran format. Les tres primeres eren peces de cambra⁣: la Sonata per a violí en mi menor, el Quintet per a piano en la menor i el Quartet de corda en mi menor. En escoltar el treball en curs, Alice Elgar va escriure al seu diari, "E. escrivint una música nova meravellosa". Les tres obres van tenir una bona acollida. The Times va escriure: "La sonata d'Elgar conté molt del que hem escoltat abans en altres formes, però com que no volem gens que canviï i sigui una altra persona, és com hauria de ser". El quartet i el quintet es van estrenar al Wigmore Hall el 21 de maig de 1919. The Manchester Guardian va escriure: "Aquest quartet, amb els seus clímaxs tremends, els curiosos refinaments de ritmes de dansa i la seva perfecta simetria, i el quintet, més líric i apassionat, són exemples tan perfectes de música de cambra com els grans oratoris ho eren del seu gènere."
Per contra, l'obra restant, el Concert per a violoncel en mi menor, va tenir una estrena desastrosa, en el concert d'obertura de la temporada 1919–1920 de la LSO l'octubre de 1919. A part de l'obra d'Elgar, que va dirigir el compositor, la resta del programa va ser dirigida per Albert Coates, que va sobrepassar el seu temps d'assaig a costa d'Elgar. Lady Elgar va escriure: "Aquell individu egoista i maleducat... aquell Coates que va continuar assajant." El crític de The Observer, Ernest Newman, va escriure: "Hi ha hagut rumors sobre la setmana d'assaig inadequats. Sigui quina sigui l'explicació, queda el trist fet que mai, amb tota probabilitat, una orquestra tan gran no ha fet una exposició tan lamentable... L'obra en si és preciosa, molt senzilla, aquesta senzillesa embarassada que ha sorprès la música d'Elgar en els darrers dos anys, però amb una saviesa i una bellesa profundes subjacents a la seva senzillesa." Elgar no va atribuir cap culpa a la seva el solista, Felix Salmond, que va tornar a tocar l'obra més endavant. En contrast amb la Primera Simfonia i les seves cent actuacions en poc més d'un any, el Concert per a violoncel no va tenir una segona actuació a Londres durant més d'un any.

### Darrers anys

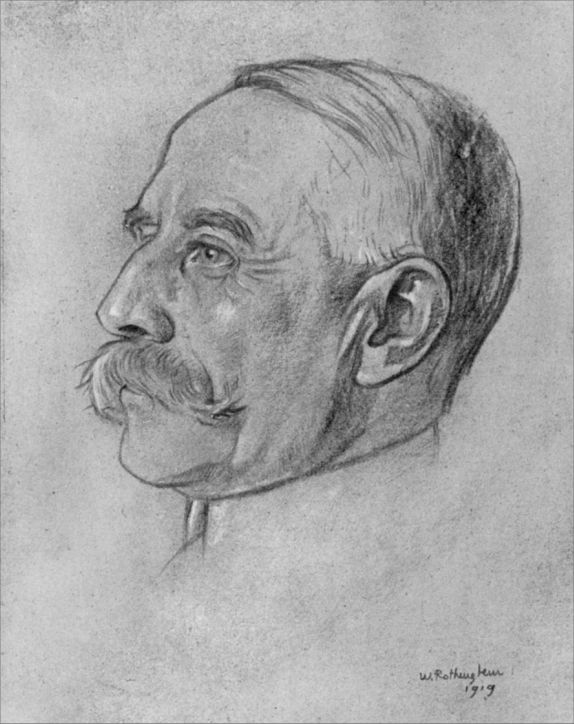
Elgar el 1919, de William Rothenstein

Encara que a la dècada de 1920 la música d'Elgar ja no estava de moda, els seus admiradors van continuar presentant les seves obres quan era possible. Reed destaca una interpretació de la Segona Simfonia el març de 1920 dirigida per "un jove gairebé desconegut per al públic", Adrian Boult, per portar "la grandesa i la noblesa de l'obra" a un públic més ampli. També el 1920, Landon Ronald va presentar un concert d'Elgar al Queen's Hall. Alice Elgar va escriure amb entusiasme sobre la recepció de la simfonia, però aquesta va ser una de les últimes vegades que va sentir la música d'Elgar en públic. Després d'una breu malaltia, va morir d'un càncer de pulmó el 7 d'abril de 1920, a setanta-dos anys.
Elgar va quedar devastat per la pèrdua de la seva dona. Sense cap demanda pública de noves obres, i privat del suport i la inspiració constants d'Alice, es va deixar desviar de la composició. La seva filla va escriure més tard que Elgar va heretar del seu pare el costum de "posar-se a treballar en qualsevol cosa, podia passar alegrement hores en algun projecte totalment innecessari i absolutament no remuneratiu", un tret que es va fer més fort després de la mort d'Alice. Durant gran part de la resta de la seva vida, Elgar es va dedicar a les seves diverses aficions. Al llarg de la seva vida va ser un gran químic aficionat, de vegades utilitzant un laboratori al jardí del darrere. Fins i tot va patentar l'"Elgar Sulphureted Hydrogen Apparatus" el 1908. Li agradava el futbol, donant suport al Wolverhampton Wanderers FC, per a qui va compondre un himne, He Banged the Leather for Goal i en els seus últims anys va assistir amb freqüència a curses de cavalls. Els seus protegits, el director d'orquestra Malcolm Sargent i el violinista Yehudi Menuhin, tots dos van recordar els assajos amb Elgar en què es va assegurar ràpidament que tot anava bé i després va marxar a les carreres. En els seus dies de joventut, Elgar havia estat un ciclista entusiasta, comprant bicicletes Royal Sunbeam per a ell i la seva dona el 1903 (que va anomenar el seu "Mr. Phoebus"). Com a vidu gran, li agradava ser conduït pel camp pel seu xofer. Al novembre i desembre de 1923, va fer un viatge al Brasil, remuntant l'⁣Amazones fins a Manaus, on va quedar impressionat pel seu teatre d'òpera, el Teatre Amazonas. Gairebé no s'ha registrat res sobre les activitats d'Elgar o els esdeveniments que va trobar durant el viatge, cosa que va donar al novel·lista James Hamilton-Paterson una latitud considerable a l'hora d'escriure Gerontius, un relat fictici del viatge.
Després de la mort d'Alice, Elgar va vendre la casa de Hampstead, i després de viure un temps en un pis de St James's al cor de Londres, es va traslladar de nou a Worcestershire, al poble de Kempsey, on va viure de 1923 a 1927 No va abandonar del tot la composició en aquests anys. Va fer arranjaments simfònics a gran escala d'obres de Bach i Händel i va escriure Empire March i vuit cançons Pageant of Empire per a l'⁣Exposició de l'Imperi Britànic de 1924. Poc després de publicar-se, va ser nomenat Master of the King's Musick el 13 de maig de 1924, després de la mort de Sir Walter Parratt.
A partir de 1926, Elgar va fer una sèrie d'enregistraments de les seves pròpies obres. Descrit per l'escriptor musical Robert Philip com "el primer compositor que es va prendre seriosament el gramòfon", ja havia gravat gran part de la seva música pel primer procés d'enregistrament acústic per a His Master's Voice (HMV) a partir de 1914, però amb la introducció dels micròfons elèctrics el 1925 va transformar el gramòfon d'una novetat en un mitjà realista per reproduir música orquestral i coral. Elgar va ser el primer compositor que va aprofitar al màxim aquest avenç tecnològic. Fred Gaisberg de HMV, que va produir els enregistraments d'Elgar, va organitzar una sèrie de sessions per plasmar en disc les interpretacions del compositor de les seves principals obres orquestrals, incloses les Enigma Variations, Falstaff, la primera i la segona simfonia i els concerts per a violoncel i violí. Per a la majoria d'aquests, l'orquestra era la LSO, però les Variations les tocava la Royal Albert Hall Orchestra. Més tard en la sèrie d'enregistraments, Elgar també va dirigir dues orquestres de nova creació, l'Orquestra Simfònica de la BBC de Boult i l'Orquestra Filharmònica de Londres de Sir Thomas Beecham.
Els enregistraments d'Elgar van ser publicats en discos de 78 rpm tant per HMV com per RCA Victor. Després de la Segona Guerra Mundial, l'enregistrament de 1932 del Concert per a violí amb l'adolescent Menuhin com a solista va romandre disponible en 78 i més tard en LP, però els altres enregistraments van quedar fora dels catàlegs durant alguns anys. Quan van ser reeditats per EMI en LP a la dècada de 1970, van causar sorpresa a molts pels seus tempi ràpids, en contrast amb les velocitats més lentes adoptades per molts directors en els anys posteriors a la mort d'Elgar. Els enregistraments es van reeditar en CD a la dècada de 1990.
El novembre de 1931, Elgar va ser filmat per Pathé per a un telenotícies que representava una sessió d'enregistrament de Pomp and Circumstance March No. 1 a l'obertura dels estudis Abbey Road d'EMI a Londres. Es creu que és l'única pel·lícula sonora supervivent d'Elgar, que fa un breu comentari abans de dirigir la LSO, demanant als músics que "toquin aquesta melodia com si no l'haguessis sentit mai". Una placa commemorativa a Elgar a Abbey Road va ser descoberta el 24 de juny de 1993.
Una peça tardana d'Elgar, la Nursery Suite, va ser un primer exemple d'estrena d'estudi: la seva primera actuació va ser als estudis d'Abbey Road. Per a aquesta obra, dedicada a l'esposa i les filles del duc de York, Elgar va tornar a fer servir els seus quaderns d'esbossos juvenils.

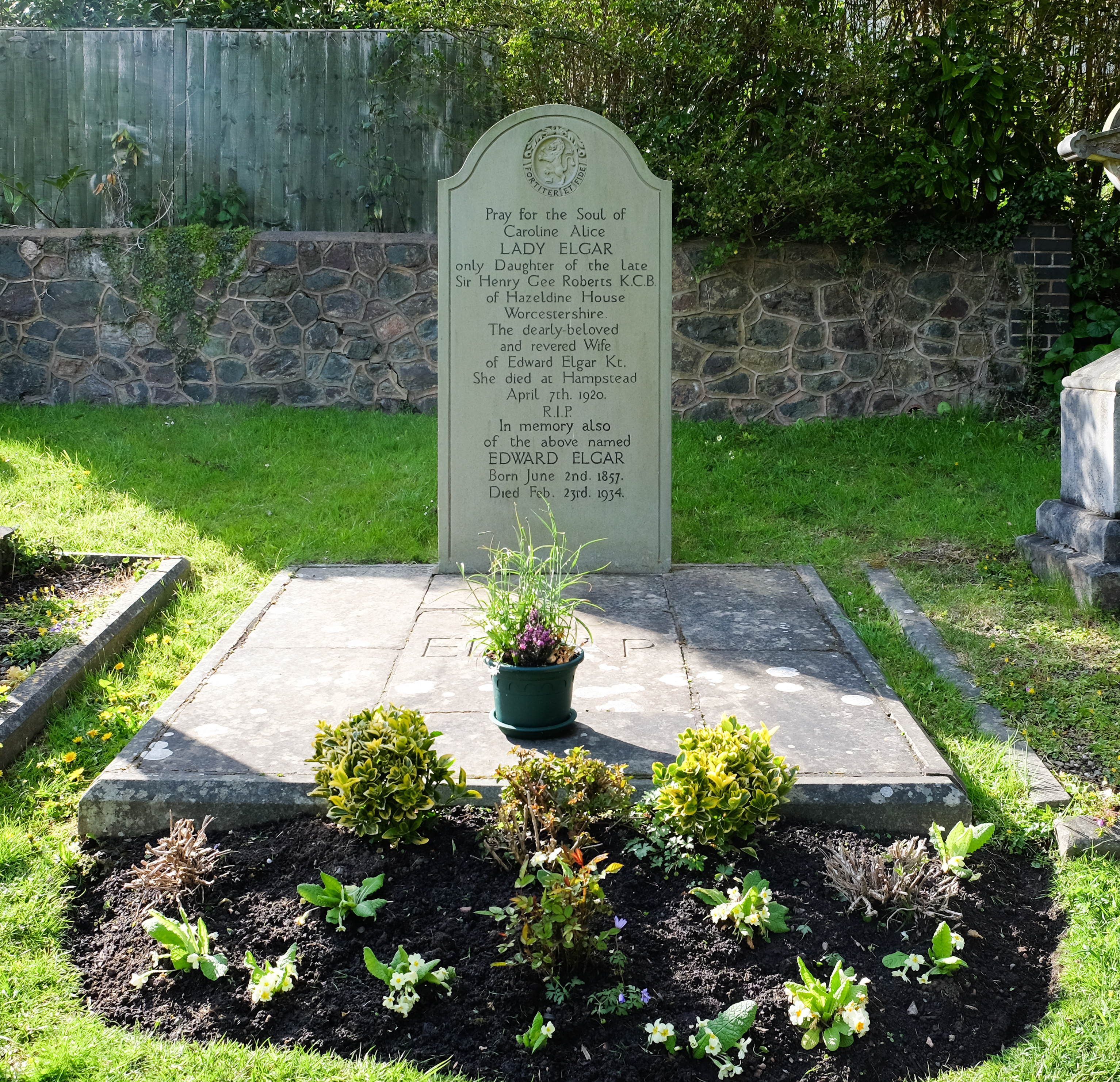
Tomba de la família Elgar a l'església catòlica romana de St Wulstan, Little Malvern

En els seus últims anys, Elgar va experimentar un renaixement musical. La BBC va organitzar un festival de les seves obres per celebrar el seu setanta-cinquè aniversari, l'any 1932. Va volar a París el 1933 per dirigir el Concert per a violí per a Menuhin. Mentre estava a França, va visitar el seu company compositor Frederick Delius a la seva casa de Grez-sur-Loing. Va ser buscat per músics més joves com Adrian Boult, Malcolm Sargent i John Barbirolli, que van defensar la seva música quan estava passada de moda. Va començar a treballar en una òpera, The Spanish Lady, i va acceptar un encàrrec de la BBC per compondre una Tercera Simfonia. La seva última malaltia va impedir-ne la finalització. Es preocupava pels treballs inacabats. Va demanar a Reed que s'assegurés que ningú "toqués" els esbossos i intentés completar la simfonia, però en altres ocasions va dir: "Si no puc completar la Tercera Simfonia, algú la completarà, o n'escriurà. una de millor". Després de la mort d'Elgar, Percy M. Young, en cooperació amb la BBC i la filla d'Elgar, Carice, va produir una versió de The Spanish Lady, que es va publicar en CD. Els esbossos de la Tercera Simfonia van ser completats pel compositor Anthony Payne en una partitura completa el 1997.
El càncer colorectal inoperable va ser descobert durant una operació el 8 d'octubre de 1933. Li va dir al seu metge consultant, Arthur Thomson, que no tenia fe en un més enllà⁣: "Crec que no hi ha res més que un oblit complet". Elgar va morir el 23 de febrer de 1934 a l'edat de setanta-sis anys i va ser enterrat al costat de la seva dona a l'església catòlica romana de St Wulstan a Little Malvern.

## Música

### Influències, antecedents i primeres obres
Elgar menyspreava la música popular i tenia poc interès o respecte pels primers compositors anglesos, anomenant William Byrd i els seus contemporanis "peces de museu". Dels compositors anglesos posteriors, considerava Purcell com el més gran, i va dir que havia après gran part de la seva pròpia tècnica estudiant els escrits d'Hubert Parry. Els compositors continentals que més van influir en Elgar van ser Händel, Dvořák i, fins a cert punt, Brahms. En el cromatisme d'Elgar, la influència de Wagner és evident, però l'estil d'orquestració individual d'Elgar deu molt a la claredat dels compositors francesos del segle XIX, Berlioz, Massenet, Saint-Saëns i, particularment, Delibes, la música dels quals Elgar va tocar i dirigir a Worcester i els va admirar molt.
Elgar va començar a compondre quan encara era un nen, i durant tota la seva vida va inspirar-se en els seus primers quaderns d'esbossos. L'hàbit de muntar les seves composicions, fins i tot les de gran escala, a partir de retalls de temes anotats a l'atzar es va mantenir al llarg de la seva vida. Les seves primeres obres per a adults incloïen peces per a violí i piano, música per al quintet de vent en què ell i el seu germà van tocar entre 1878 i 1881, i música de molts tipus per a la banda de Powick Asylum. Diana McVeagh al Grove's Dictionary troba molts tocs elgarians embrionaris en aquestes peces, però poques d'elles es reprodueixen regularment, excepte Salut d'Amour i (tal com es va organitzar dècades més tard a les suites The Wand of Youth) alguns dels esbossos de la infància. L'única obra destacada d'Elgar durant el seu primer encanteri a Londres el 1889–1991, l'obertura Froissart, va ser una peça de bravura romàntica, influenciada per Mendelssohn i Wagner, però també mostrant més característiques elgarianes. Les obres orquestrals compostes durant els anys posteriors a Worcestershire inclouen la Serenade for Strings i Three Bavarian Dances. En aquest període i més tard, Elgar va escriure cançons i part songs. WH Reed va expressar reserves sobre aquestes peces, però va elogiar la part song The Snow, per a veus femenines, i Sea Pictures, un cicle de cinc cançons per a contralt i orquestra que es manté al repertori.
Les principals obres primerenques a gran escala d'Elgar van ser per a cor i orquestra per al Three Choirs i altres festivals. Aquests eren The Black Knight, King Olaf, The Light of Life, The Banner of St George i Caractacus. També va escriure un Te Deum i Benedictus per al Festival de Hereford. D'aquests, McVeagh comenta favorablement la seva orquestració fastuosa i l'ús innovador dels leitmotivs, però menys favorablement sobre les qualitats dels seus textos escollits i la irregularitat de la seva inspiració. McVeagh assenyala que, com que aquestes obres de la dècada de 1890 van ser durant molts anys poc conegudes (i les actuacions segueixen sent rares), el domini del seu primer gran èxit, les Enigma Variations, semblava ser una transformació sobtada de la mediocritat a la genialitat, però de fet, les seves habilitats orquestrals s'havien anat acumulant al llarg de la dècada.

### Anys de màxima creació

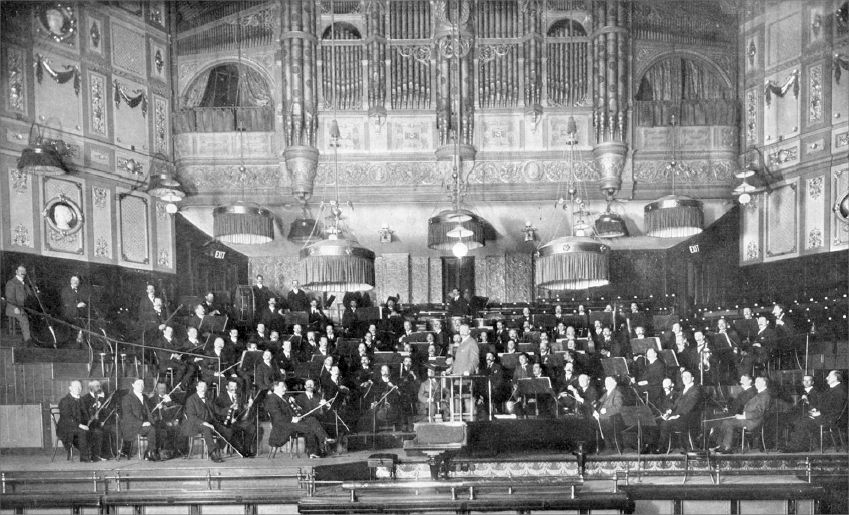
Elgar i la London Symphony Orchestra al Queen's Hall

Les obres més conegudes d'Elgar es van compondre durant els vint-i-un anys entre 1899 i 1920. La majoria són orquestrals. Reed va escriure: "El geni d'Elgar va arribar a la seva màxima alçada en les seves obres orquestrals" i va citar el compositor dient que, fins i tot en els seus oratoris, la part orquestral és la més important. Les Variacions Enigma van fer que el nom d'Elgar fos reconegut en l'àmbit nacional. La forma de variació era ideal per a ell en aquesta etapa de la seva carrera, quan el seu domini complet de l'orquestració encara contrastava amb la seva tendència a escriure les melodies amb frases curtes, de vegades rígides. Les seves següents obres orquestrals, Cockaigne, una obertura de concert (1900–1901), les dues primeres marxes Pomp and Circumstance (1901) i els suaus Dream Children (1902), són totes curtes: la més llarga d'elles, Cockaigne, dura menys de quinze minuts. In the South (1903–1904), tot i que designat per Elgar com una obertura de concert, és, segons Kennedy, realment un poema simfònic i la peça contínua més llarga d'escriptura purament orquestral que Elgar havia assajat. El va escriure després de deixar de banda un primer intent de compondre una simfonia. L'obra revela el seu continu progrés en l'escriptura de temes sostinguts i línies orquestrals, tot i que alguns crítics, inclòs Kennedy, troben que a la part mitjana "la inspiració d'Elgar brilla menys intensament que en els seus millors moments". El 1905 Elgar va completar la Introduction and Allegro for Strings. Aquesta obra es basa, a diferència de bona part dels escrits anteriors d'Elgar, no en una profusió de temes sinó en només tres. Kennedy la va anomenar una "composició magistral, igualada entre les obres angleses per a cordes només per Tallis Fantasia de Vaughan Williams".
Durant els quatre anys següents, Elgar va compondre tres peces de concert importants, que, tot i que més breus que les obres comparables d'alguns dels seus contemporanis europeus, es troben entre les obres més importants d'un compositor anglès. Aquestes van ser la Primera Simfonia, el Concert per a violí i la Segona Simfonia, que duren entre quaranta-cinc minuts i una hora. McVeagh diu de les simfonies que "tenen un alt rang no només en la producció d'Elgar sinó en la història musical anglesa. Totes dues són llargues i poderoses, sense programes publicats, només indicacions i citacions per indicar algun drama interior del qual deriven la seva vitalitat i eloqüència. Totes dues es basen en la forma clàssica però en difereixen fins al punt que ... algunes crítiques les consideraven prolixes i laxament construïdes. Sens dubte, la invenció en elles és copiosa; cada simfonia necessitaria diverses dotzenes d'exemples musicals per traçar el seu progrés."

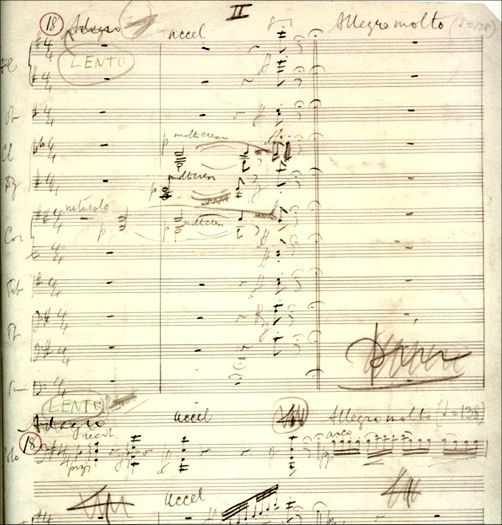
Fragment del manuscrit de l'obertura del segon moviment del Concert per a violoncel

El Concert per a violí i el Concert per a violoncel d'Elgar, segons Kennedy, "no només es troben entre les seves millors obres, sinó també entre les més grans del seu gènere". Són, però, molt diferents entre si. El Concert per a violí, compost el 1909 quan Elgar va assolir el cim de la seva popularitat, i escrit per a l'instrument que més estimava, és lírica en tot moment i rapsòdica i brillant per torns. El Concert per a violoncel, compost una dècada més tard, immediatament després de la Primera Guerra Mundial, sembla, en paraules de Kennedy, "pertànyer a una altra època, un altre món... la més senzilla de totes les obres principals d'Elgar... també la menys grandiloqüent." Entre els dos concerts hi va haver l'estudi simfònic d'Elgar Falstaff, que ha dividit l'opinió fins i tot entre els més forts admiradors d'Elgar. Donald Tovey la va veure com "una de les coses incommensurablement grans de la música", amb un poder "idèntic al de Shakespeare", mentre que Kennedy critica l'obra per la "dependència massa freqüent de les seqüències" i una representació massa idealitzada dels personatges femenins. Reed pensava que els temes principals mostraven menys distinció que algunes de les obres anteriors d'Elgar. El mateix Elgar pensava que Falstaff era el punt més alt de la seva obra purament orquestral.
Les obres principals per a veus i orquestra dels vint-i-un anys del període mitjà d'Elgar són tres obres de gran format per a solistes, cor i orquestra: The Dream of Gerontius (1900), i els oratoris The Apostles (1903) i The Kingdom (1906); i dues odes curtes, la Coronation Ode (1902) i The Music Makers (1912). La primera de les odes, com a pièce d'ocassion, poques vegades ha estat reviscuda després del seu èxit inicial, amb el culminant Land of Hope and Glory. El segon és, per a Elgar, inusual, ja que conté diverses cites de les seves obres anteriors, tal com es va citar Richard Strauss a Ein Heldenleben. Totes les obres corals van tenir èxit, encara que la primera, Gerontius, va ser i segueix sent la més estimada i interpretada. Sobre el manuscrit, Elgar va escriure, citant John Ruskin, "Aquest és el millor de mi; pel que resta, vaig menjar, beure, dormir, estimar i odiar, com un altre. La meva vida era com el vapor, i ja no és; però això vaig veure i vaig saber; això, si alguna cosa meva, val la pena de ser recordat". Les tres obres de gran format segueixen el model tradicional amb seccions per a solistes, cor i tots dos junts. L'orquestració distintiva d'Elgar, així com la seva inspiració melòdica, els eleva a un nivell més alt que la majoria dels seus predecessors britànics.
Les altres obres d'Elgar del seu període mitjà inclouen música incidental per a Grania and Diarmid, una obra de George Moore i WB Yeats (1901), i per a The Starlight Express, una obra basada en una història d'⁣Algernon Blackwood (1916). Del primer, Yeats va qualificar la música d'Elgar de "meravellosa en la seva heroica malenconia". Elgar també va escriure una sèrie de cançons durant el seu període àlgid, de les quals Reed observa, "no es pot dir que va enriquir el repertori vocal en la mateixa mesura que ho va fer amb el de l'orquestra".

### Últims anys i finalitzacions pòstumes
Després del Concert per a violoncel, Elgar no va completar més obres a gran escala. Va fer arranjaments d'obres de Bach, Händel i Chopin, amb una orquestració clarament elgariana, i va tornar a utilitzar els seus quaderns de joventut per a la Suite Nursery (1931). Les seves altres composicions d'aquest període no han ocupat un lloc en el repertori habitual. Durant la major part de la resta del segle xx, es va acceptar generalment que l'impuls creatiu d'Elgar va cessar després de la mort de la seva dona. L'elaboració d'Anthony Payne dels esbossos per a la Tercera Simfonia d'Elgar en una partitura completa va portar a una reconsideració d'aquesta suposició. Elgar va deixar l'obertura de la simfonia completa en partitura completa, i aquestes pàgines, juntament amb d'altres, mostren que l'orquestració d'Elgar va canviar notablement de la riquesa de la seva obra d'abans de la guerra. The Gramophone va descriure l'obertura del nou treball com una cosa "emocionant... inoblidablement esvelt". La seva primera actuació pública la va oferir l'⁣Orquestra Simfònica de la BBC amb Andrew Davis a Londres el 15 de febrer de 1998. Payne també va produir posteriorment una versió interpretativa dels esbossos per a una sisena Pomp and Circumstance March, estrenada als Proms l'agost de 2006. Els esbossos d'Elgar per a un concert per a piano que dataven de 1913 van ser elaborats pel compositor Robert Walker i interpretats per primera vegada l'agost de 1997 pel pianista David Owen Norris. Des de llavors, la realització ha estat revisada àmpliament.

### Reputació

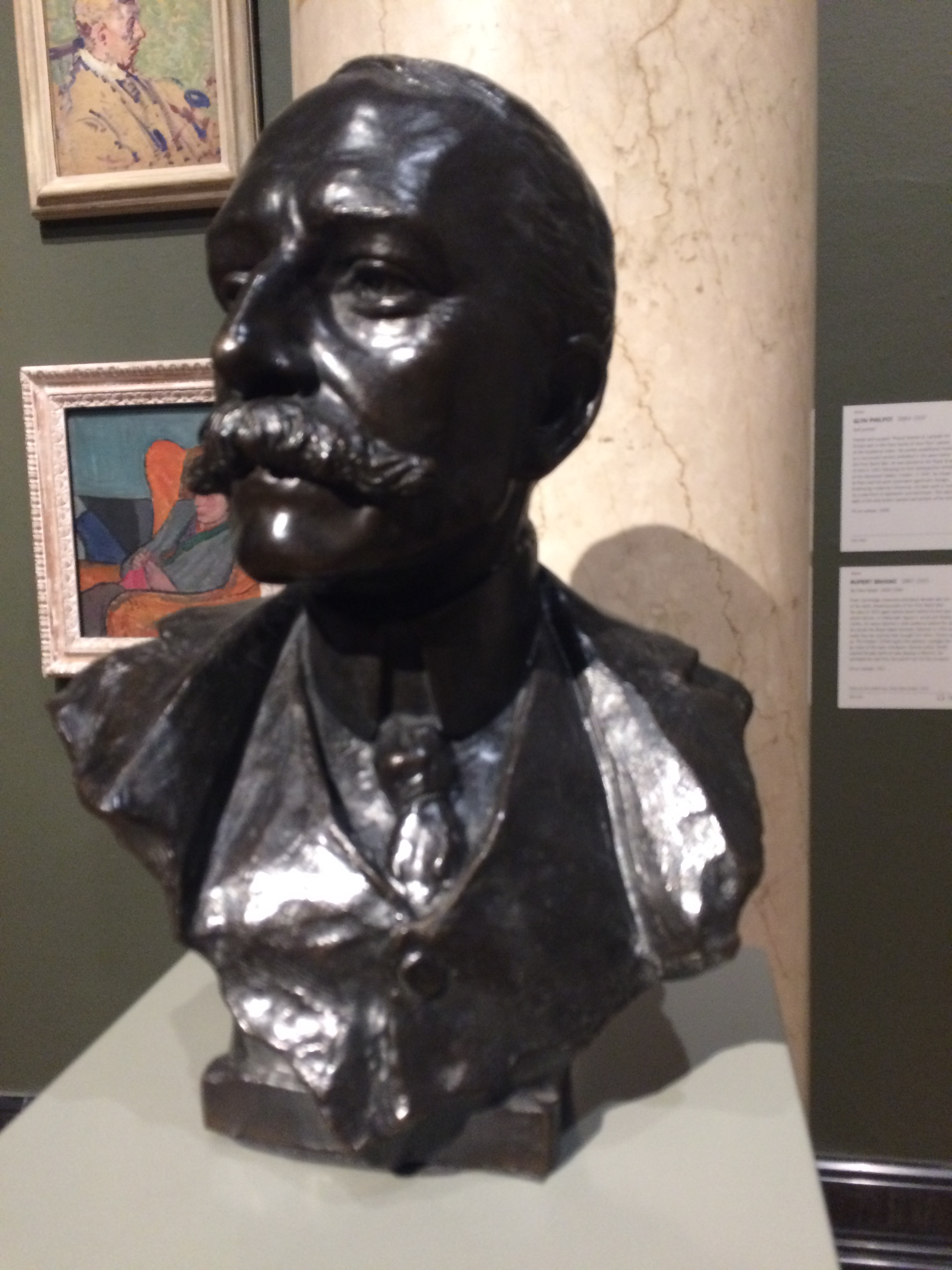
Elgar, de Percival Hedley, 1905

Les opinions sobre la talla d'Elgar han variat al llarg de les dècades des que la seva música va agafar protagonisme a principis del segle xx. Richard Strauss, com s'ha assenyalat, va aclamar Elgar com un compositor progressista; fins i tot el crític hostil de The Observer, no impressionat pel material temàtic de la Primera Simfonia el 1908, va qualificar l'orquestració de "magníficament moderna". Hans Richter va qualificar Elgar com "el millor compositor modern" de qualsevol país, i el col·lega de Richter, Arthur Nikisch, va considerar que la Primera Simfonia "una obra mestra de primer ordre" estava "qualificada amb justícia amb els grans models simfònics: Beethoven i Brahms". Per contra, el crític WJ Turner, a mitjans del segle xx, va escriure sobre les "simfonies de l'Exèrcit de Salvació" d'Elgar, i Herbert von Karajan va anomenar les Variacions Enigma "Brahms de segona mà". La immensa popularitat d'Elgar no va ser de llarga durada. Després de l'èxit de la seva Primera Simfonia i Concert per a violí, la seva Segona Simfonia i Concert per a violoncel van ser rebuts amb cortesia però sense l'entusiasme salvatge anterior. La seva música es va identificar en la ment pública amb l'⁣època eduardiana, i després de la Primera Guerra Mundial ja no semblava un compositor progressista o modern. A principis de la dècada de 1920, fins i tot la Primera Simfonia només va tenir una única actuació a Londres en més de tres anys. Wood i directors més joves com Boult, Sargent i Barbirolli van defensar la música d'Elgar, però als catàlegs d'enregistraments i als programes de concerts de mitjan segle les seves obres no estaven ben representades.
El 1924, l'estudiós de la música Edward J. Dent va escriure un article per a una revista de música alemanya en què identificava quatre característiques de l'estil d'Elgar que van ofendre una secció de l'opinió anglesa (a saber, indicava Dent, la secció acadèmica i esnob): "massa emocional", "no del tot lliure de vulgaritat", "pompós" i "massa deliberadament noble en l'expressió". Aquest article es va reeditar el 1930 i va causar polèmica. Als darrers anys del segle hi va haver, almenys a la Gran Bretanya, un renaixement de l'interès per la música d'Elgar. Els trets que havien ofès el gust auster en els anys d'entreguerres es veien des d'una perspectiva diferent. El 1955, el llibre de referència The Record Guide va escriure sobre el rerefons eduardià durant l'apogeu de la carrera d'Elgar:
| « | La confiança en si mateix presumptuosa, la vulgaritat emocional, l'extravagància material, un filisteisme despietat expressat en una arquitectura sense gust i tota mena d'accessoris costosos però horribles: aquestes característiques d'una fase tardana de l'Anglaterra Imperial es reflecteixen fidelment en les obres més grans d'Elgar i avui dia són susceptibles de ser indigestes. Però si és difícil passar per alt els elements trivials, sentimentals i trivials de la seva música, s'ha de fer l'esforç, tot i això, per les nombroses pàgines inspirades, el poder i l'eloqüència i el patetisme elevat de les millors obres d'Elgar. ... Qualsevol que dubti del geni d'Elgar hauria de tenir la primera oportunitat d'escoltar The Dream of Gerontius, que roman la seva obra mestra, ja que és la seva obra més gran i potser més profundament sentida; l'estudi simfònic, Falstaff; la Introduction and Allegro for Strings; the Enigma Variations'; i el Concert per a violoncel. | » |

A la dècada de 1960, es tenia una visió menys severa de l'època eduardiana. L'any 1966, el crític Frank Howes va escriure que Elgar reflectia l'última flama d'opulència, expansivitat i vida plena de sang, abans que la Primera Guerra Mundial ho arrasés tot. Segons Howes, hi havia un toc de vulgaritat tant a l'època com a la música d'Elgar, però "un compositor té dret a ser jutjat per la posteritat pel seu millor treball... Elgar és històricament important per donar a la música anglesa un sentit de l'orquestra, per expressar com hom se sentia estar viu a l'època eduardiana, per conferir al món almenys quatre obres mestres sense qualificació i, per tant, per restaurar Anglaterra a la cortesia de les nacions musicals."

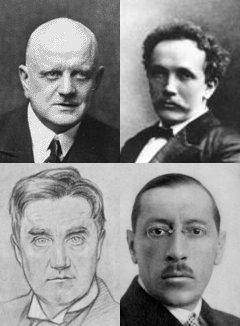
Els compositors que admiraven Elgar incloïen (a dalt) Sibelius (l) i Richard Strauss i (a sota) Vaughan Williams (l) i Stravinski

El 1967 el crític i analista David Cox es va plantejar la qüestió de la suposada anglicitat de la música d'Elgar. Cox va assenyalar que a Elgar no li agradaven les cançons populars i mai les va utilitzar a les seves obres, optant per un modisme que era essencialment alemany, llevat per una lleugeresa derivada de compositors francesos com Berlioz i Gounod. Com, doncs, va preguntar Cox, Elgar podria ser "el més anglès dels compositors"? Cox va trobar la resposta en la mateixa personalitat d'Elgar, que "podria utilitzar els modismes alienígenes de tal manera que en fessin una forma d'expressió vital que era seva i només seva. I la personalitat que es manifesta a la música és l'anglesa". Aquest punt sobre la transmutació d'Elgar de les seves influències s'havia tocat abans. El 1930 The Times va escriure: "Quan va sortir la primera simfonia d'Elgar, algú va intentar demostrar que la seva melodia principal, de la qual tot depèn, era semblant al tema del Graal a Parsifal... però l'intent va fracassar perquè tots els altres, inclosos aquells que no els agradava la melodia, l'havien reconegut instantàniament com a típicament 'elgariana', mentre que el tema del Graal és típicament wagnerià." Pel que fa a "l'entitat anglesa" d'Elgar, els seus companys compositors ho van reconèixer: Richard Strauss i Stravinski hi van fer una referència particular, i Sibelius el va anomenar "la personificació del veritable caràcter anglès de la música"... una personalitat noble i un aristòcrata de naixement". Entre els admiradors d'Elgar hi ha desacord sobre quines de les seves obres s'han de considerar obres mestres. Les Variacions Enigma es compten generalment entre elles. The Dream of Gerontius també ha estat elogiat pels elgarians, i el Concert per a violoncel té una valoració similar. Molts valoren igualment el Concert per a violí, però alguns no. Sackville-West el va ometre de la llista d'obres mestres d'Elgar a The Record Guide, i en un llarg article analític a The Musical Quarterly, Daniel Gregory Mason va criticar el primer moviment del concert per "una mena de canturreig ... tan fatal per al ritme noble en la música com ho és en la poesia." Falstaff també divideix les opinions. Mai ha estat un gran favorit popular, i Kennedy i Reed hi identifiquen mancances. En canvi, en un simposi del centenari de Musical Times de 1957 sobre Elgar dirigit per Vaughan Williams, diversos col·laboradors comparteixen l'opinió d'⁣Eric Blom que Falstaff és la millor de totes les obres d'Elgar.
Les dues simfonies divideixen encara més les opinions. Mason valora malament la Segona pel seu "esquema rítmic massa obvi", però anomena la Primera "l'obra mestra d'Elgar". ... És difícil veure com qualsevol estudiant sincer pot negar la grandesa d'aquesta simfonia." Tanmateix, en el simposi del centenari de 1957, diversos admiradors destacats d'Elgar expressen reserves sobre una o ambdues simfonies. El mateix any, Roger Fiske va escriure a The Gramophone, "Per alguna raó, poques persones semblen apreciar igualment les dues simfonies d'Elgar; cadascuna té els seus defensors i sovint estan més que una mica avorrits per l'obra rival". El crític John Warrack va escriure: "No hi ha pàgines més tristes en la literatura simfònica que el final de l'Adagio de la Primera Simfonia, mentre la trompa i els trombons entonen dues vegades suaument una frase de dolor total", mentre que per a Michael Kennedy, el moviment és notable per la seva manca de desig anguniós, i està marcat en canvi per una "tranquil·litat benevolent".
Malgrat la fluctuant valoració crítica de les diferents obres al llarg dels anys, les obres principals d'Elgar en conjunt s'han recuperat al segle XXI amb força de la seva deixadesa als anys cinquanta. The Record Guide de 1955 només podia enumerar un enregistrament disponible actualment de la Primera Simfonia, cap de la Segona, un del Concert per a violí, dos del Concert per a violoncel, dos de les Variacions Enigma, un de Falstaff i cap de The Dream of Gerontius. Des d'aleshores hi ha hagut múltiples enregistraments de totes les obres principals. S'han fet més d'una trentena d'enregistraments de la Primera Simfonia des de 1955, per exemple, i més d'una dotzena de The Dream of Gerontius. Així mateix, a la sala de concerts, les obres d'Elgar, després d'un període d'abandonament, tornen a ser programades amb freqüència. El lloc web de la Societat Elgar, en el seu diari de properes actuacions, enumera les actuacions de les obres d'Elgar per a orquestres, solistes i directors d'Europa, Amèrica del Nord i Australàsia.

## Honors, premis i commemoracions

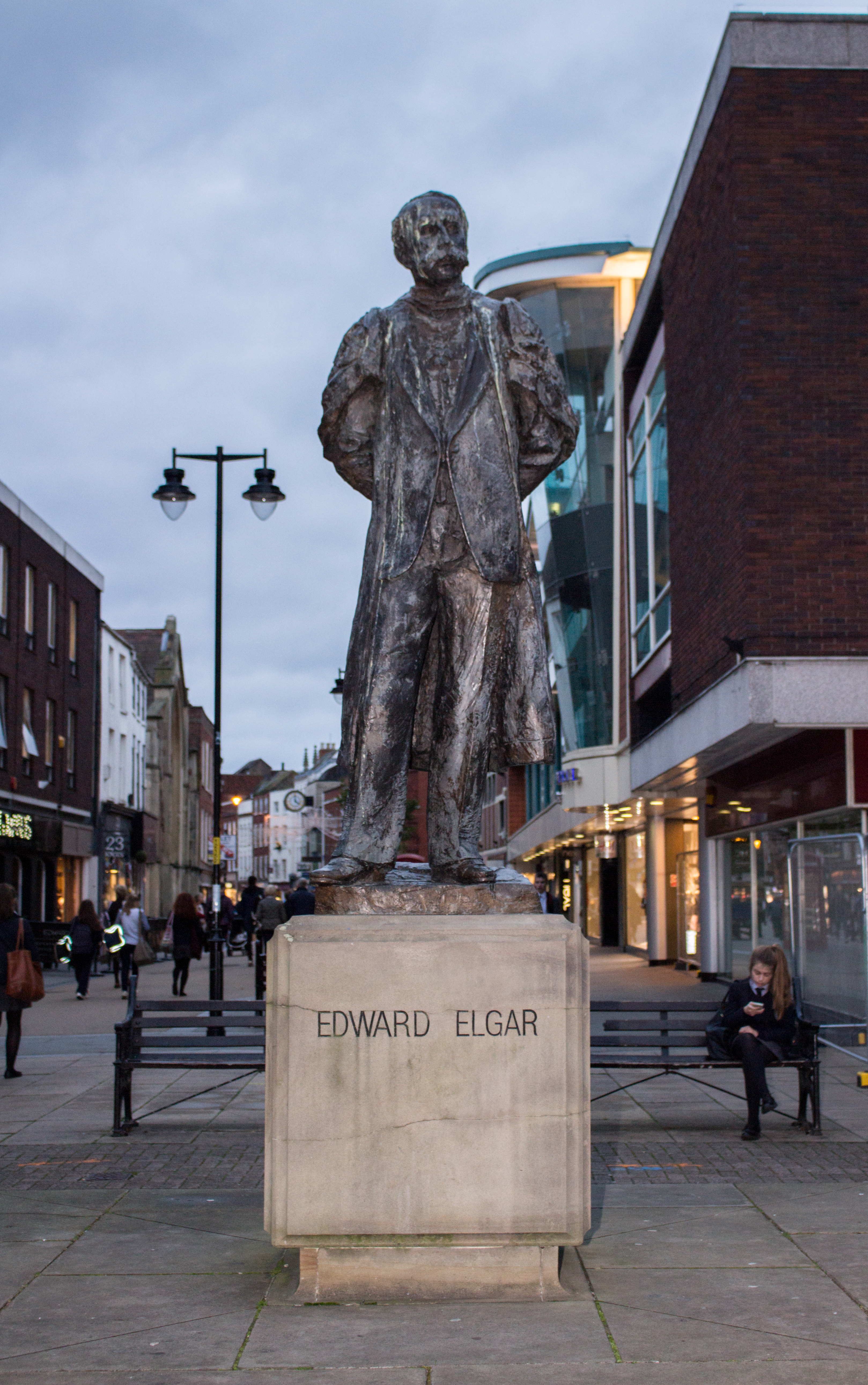
Estàtua, Worcester High Street

Elgar va ser nomenat cavaller el 1904, i el 1911 va ser nomenat membre de l'⁣Ordre del Mèrit. El 1920 va rebre la Creu de Comandant de l'⁣Ordre de la Corona belga; el 1924 va ser nomenat Master of the King's Musick; l'any següent va rebre la Medalla d'Or de la Royal Philharmonic Society; i el 1928 va ser nomenat Cavaller Comandant de la Royal Victorian Order (KCVO). Entre 1900 i 1931, Elgar va rebre títols honorífics de les Universitats de Cambridge, Durham, Leeds, Oxford, Yale (EUA), Aberdeen, Western Pennsylvania (EUA), Birmingham i Londres. Les acadèmies estrangeres de les quals va ser nomenat membre van ser la Regia Accademia di Santa Cecilia, Roma; Accademia del Reale Istituto Musicale, Florència; Académie des Beaux Arts, París; Institut de França⁣; i l'⁣Acadèmia Americana. El 1931 va ser creat Baronet, de Broadheath al comtat de Worcester. El 1933 va ser ascendit dins de la Reial Orde Victoriana a Cavaller Gran Creu (GCVO). En paraules de Kennedy, va "proclamar sense vergonya" una noblesa, però en va. A Who's Who, després de la Primera Guerra Mundial, va afirmar haver rebut "diverses condecoracions imperials russes i alemanyes (caduques)". A Elgar se li va oferir, però va rebutjar, el càrrec d'⁣alcalde d'Hereford (tot i no ser membre del seu ajuntament) quan vivia a la ciutat el 1905. El mateix any va ser nomenat home lliure honorari de la ciutat de Worcester.
La casa de Lower Broadheath on va néixer Elgar és ara l'⁣Elgar Birthplace Museum, dedicat a la seva vida i obra. La filla d'Elgar, Carice, va ajudar a fundar el museu el 1936 i li va llegar bona part de la seva col·lecció de cartes i documents d'Elgar a la seva mort el 1970. Carice va deixar manuscrits d'Elgar als col·legis musicals: The Black Knight al Trinity College of Music⁣; King Olaf a la Reial Acadèmia de Música⁣; The Music Makers a la Universitat de Birmingham; el Concert per a violoncel al Royal College of Music⁣; The Kingdom a la Biblioteca Bodleian⁣; i altres manuscrits al Museu Britànic. La Societat Elgar dedicada al compositor i les seves obres es va constituir l'any 1951.
L'estàtua d'Elgar al final de Worcester High Street es troba davant de la catedral, a pocs metres d'on antigament hi havia la botiga del seu pare. Una altra estàtua del compositor de Rose Garrard es troba al capdamunt de Church Street a Malvern, amb vistes a la ciutat i donant l'oportunitat als visitants de situar-se al costat del compositor a l'ombra dels turons que tan sovint mirava. El setembre de 2005, una tercera estàtua esculpida per Jemma Pearson es va inaugurar prop de la catedral d'Hereford en honor a les seves nombroses associacions musicals i altres amb la ciutat. Representa a Elgar amb la seva bicicleta. Des de 1999 fins a principis de 2007, els nous bitllets de vint lliures del Banc d'Anglaterra van incloure un retrat d'Elgar. El canvi per eliminar la seva imatge va generar polèmica, sobretot perquè el 2007 va ser el 150è aniversari del naixement d'Elgar. A partir de 2007 els bitllets d'Elgar es van eliminar gradualment, deixant de ser de curs legal el 30 de juny de 2010. Hi ha al voltant de 65 carreteres al Regne Unit que porten el nom d'Elgar, incloses sis als comtats d'⁣Herefordshire i Worcestershire. Elgar tenia tres locomotores batejades en el seu honor.

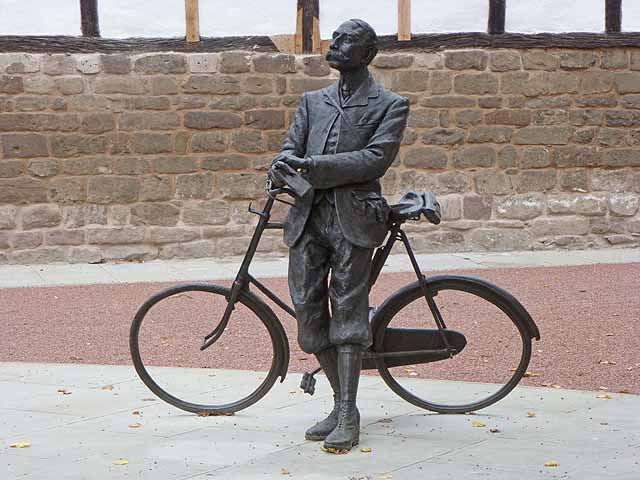
Estàtua d'Elgar amb bicicleta a Hereford

La vida i la música d'Elgar han inspirat obres de literatura com la novel·la Gerontius i diverses obres de teatre. Elgar's Rondo, una obra de teatre de David Pownall de 1993, representa el mort Jaeger oferint consells fantasmals sobre el desenvolupament musical d'Elgar. Pownall també va escriure una obra radiofònica, Elgar's Third (1994); una altra obra de ràdio temàtica d'Elgar és The Dorabella Variation (2003) d'⁣Alick Rowe. La televisió de la BBC de David Rudkin "Play for Today" Penda's Fen (1974) tracta temes com el sexe i l'adolescència, l'espionatge i l'esnobisme, amb la música d'Elgar, principalment The Dream of Gerontius, com a rerefons. En una escena, un Elgar fantasmal xiuxiueja el secret de la melodia "Enigma" al jove personatge central, amb una ordre de no revelar-lo. Elgar on the Journey to Hanley, una novel·la de Keith Alldritt (1979), parla de l'afecció del compositor a Dora Penny, després la senyora Powell, (representada com "Dorabella" a les Variacions Enigma ).
Potser l'obra més coneguda que representa Elgar és la pel·lícula de televisió de la BBC de Ken Russell de 1962, Elgar, feta quan el compositor encara estava en gran part passat de moda. Aquesta pel·lícula d'una hora de durada va contradir la visió d'Elgar com un compositor patriòtic i grandiloqüent, i va evocar el costat més pastoral i malenconiós del seu personatge i música.

## Obres

### Obres orquestrals
- Froissart, Obertura per a orquestra, op. 19 (1890)
- Serenata per a orquestra de corda, op. 20 (Versió revisada de les "tres peces per a orquestra de corda", 1888-92)
- Variacions Enigma per a orquestra, op. 36 (1899)
- Sea Pictures, Cicle de cançons per a contralt i orquestra, op. 37 (1897-99)
- Chanson de Matin i Chanson de Nuit, per a petita orquestra (arranjament de les peces de saló per a violí i piano), op. 15 (1899)
- Cockaigne (In London Town), Obertura per a orquestra, op. 40 (1900-01)
- Marxes de Pompa i Circumstància, Marxes núm. 1 i 2 per a orquestra, op. 39 (1901)
- Marxa fúnebre de Grania and Diarmid per a orquestra, op. 42 (1902, de la música incidental per al drama de W.B. Yeats)
- Dream Children, dos peces per a orquestra de cambra, op. 43 (1902)
- In the South (Alassio), Obertura de concert per a orquestra, op. 50 (1903-04)
- Marxes de Pompa i Circumstància, Marxa núm.3 per a orquestra (1904)
- Introducció i Allegro per a quartet de corda i orquestra de corda, op. 47 (1904-05)
- Marxes de Pompa i Circumstància, Marxa núm.4 per a orquestra (1907)
- The Wand of Youth, Suite núm. 1 per a orquestra, op. 1a (1867-71, rev. 1907)
- The Wand of Youth, Suite núm. 2 per a orquestra, op. 1b (1867-71, rev. 1908)
- Simfonia núm. 1 en la bemoll per a orquestra, op. 55 (1907-08)
- Elegia per a orquestra de corda, op. 58 (1909)
- Romança per a fagot i orquestra, op. 62 (1909)
- Concert per a violí i orquestra en si menor, op. 61 (1909-10)
- Simfonia núm. 2 en mi bemoll per a orquestra, op. 63 (1909-11)
- Marxa de la Coronació per a orquestra, op. 65 (1911)
- The Crown of India, suite per a orquestra, op. 66 (1911-12)
- Falstaff, estudi simfònic per a orquestra, op. 68 (1913)
- Sospiri per a orquestra de corda i arpa, op. 70 (1914)
- Polònia, preludi simfònic per a orquestra, op. 76 (1915)
- The Starlight Express, Suite per a solistes vocals i orquestra, op. 78 (de la música incidental per a l'obra d'Algernon Blackwood, 1915-16)
- The Sanguine Fan per a orquestra, op. 81 (1917)
- Concert per a violoncel i orquestra en mi menor, op. 85 (1918-19)
- Empire March per a orquestra (1924)
- Suite de Arthur per a orquestra de cambra (de la música incidental per a Arthur de Laurence Binyon, 1924)
- Minuet de Beau Brummel per a orquestra (1928-29)
- Marxes de Pompa i Circumstància, Marxa núm. 5 per a orquestra (1930)
- Nursery Suite per a orquestra (1931)
- Severn Suite per a orquestra, op. 87a (1930-32)
- Mina per a orquestra de cambra (1933)
- Simfonia núm. 3 per a orquestra, op. 88 (esbossos, 1932-34, reelaborada per Anthony Payne 1972-97)
- Concert per a piano, op. 90 (esbossos, 1909-25, reelaborat per Robert Walker)
- Marxes de Pompa i Circumstància, Marxa núm. 6 per a orquestra (esbossos, reelaborada per Anthony Payne 2005-06)

### Obres per a cor i orquestra (Cantates, Oratoris, etc.)
- The Black Knight, Simfonia/Cantata per a cor i orquestra, op. 25 (1889-92)
- From the Bavarian Highlands per a cor i orquestra, op. 27 (1895-96)
- The Light of Life (Lux Christi), Oratori per a solistes, cor i orquestra, op. 29 (1896)
- The Cibertira of St George, Balada per a cor i orquestra, op. 33 (1897)
- Et Deum & Benedictus per a cor i orquestra, op. 34 (1897)
- Caractacus, Cantata per a solistes, cor i orquestra, op. 35 (1897-98)
- The Dream of Gerontius, Oratori per a solistes, cor i orquestra, op. 38 (1899-1900)
- Coronation Ode per a solistes, cor i orquestra, op. 44 (1901-02, rev. 1911)
- Els Apòstols (The Apostles), oratori per a solistes, cor i orquestra, op. 49 (1902-03)
- El Regne (The Kingdom), Oratori per a solistes, cor i orquestra a, op. 51 (1901-06): la part de la Verge l'estrena la soprano Agnes Nicholls.
- The Crown of India, Mascarada Imperial per a solistes, cor i orquestra, op. 66 (1911-12)
- The Music Makers, Oda per a solistes, cor i orquestra, op. 69 (1912)
- The Spirit of England per a soprano/tenor, cor i orquestra, op. 80 (1915-17)

### Música de Cambra
- Salut d'Amour (Liebesgruss) per a violí i piano, op. 12 (1888)
- Sonata per a violí i piano, op. 82 (1918)
- Quartet de corda en fa menor, op. 83 (1918)
- Quintet amb piano en la menor, op. 84 (1918-19)

### Obres per a oboè
- Soliloqui (1930)

### Obres per a piano
- In Smyrna (1905)

### Obres per a orgue
- Sonata en sol major, op. 28